# Пратерштерн (станція метро)

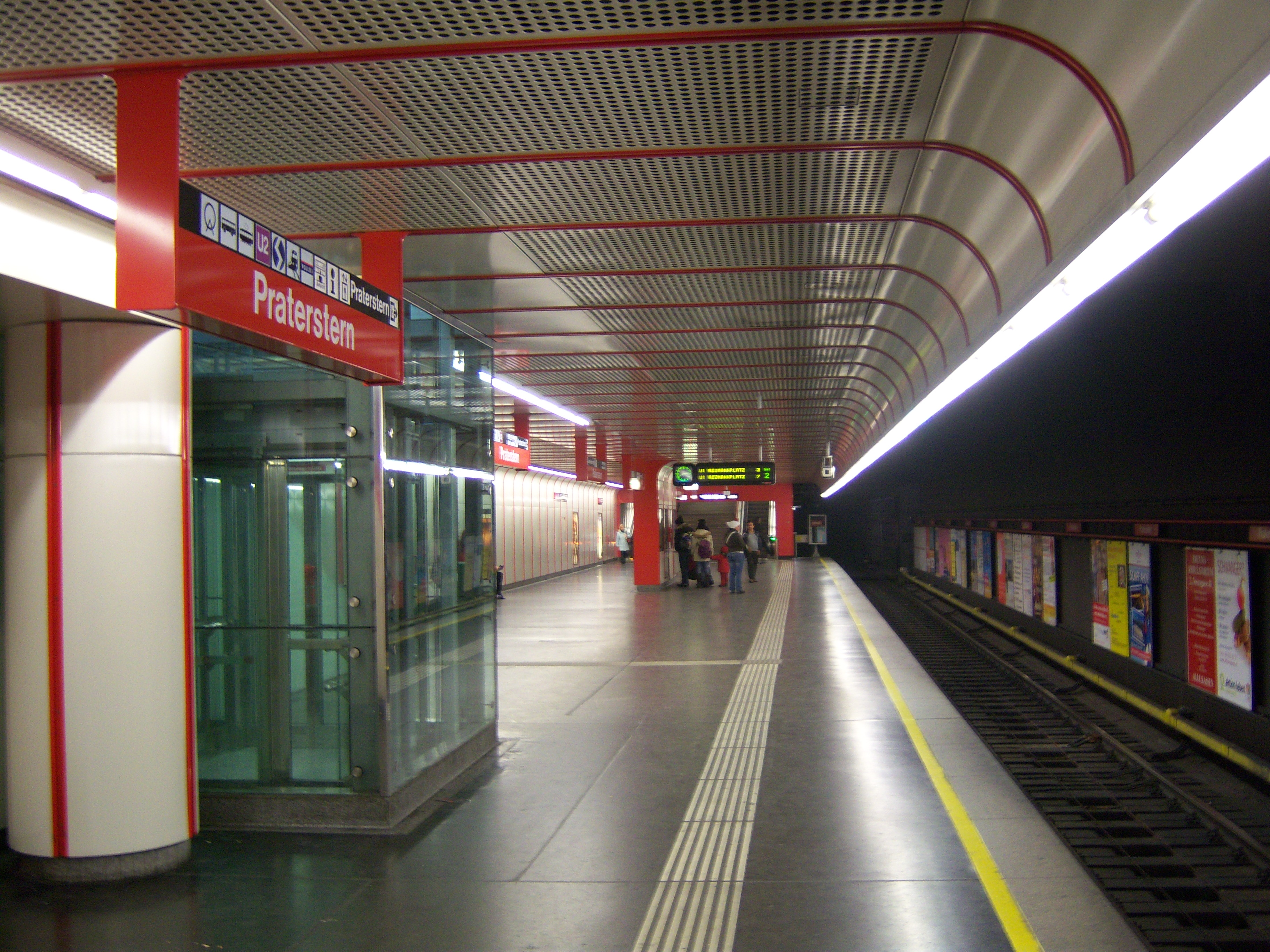
Платформи станції на лінії U1

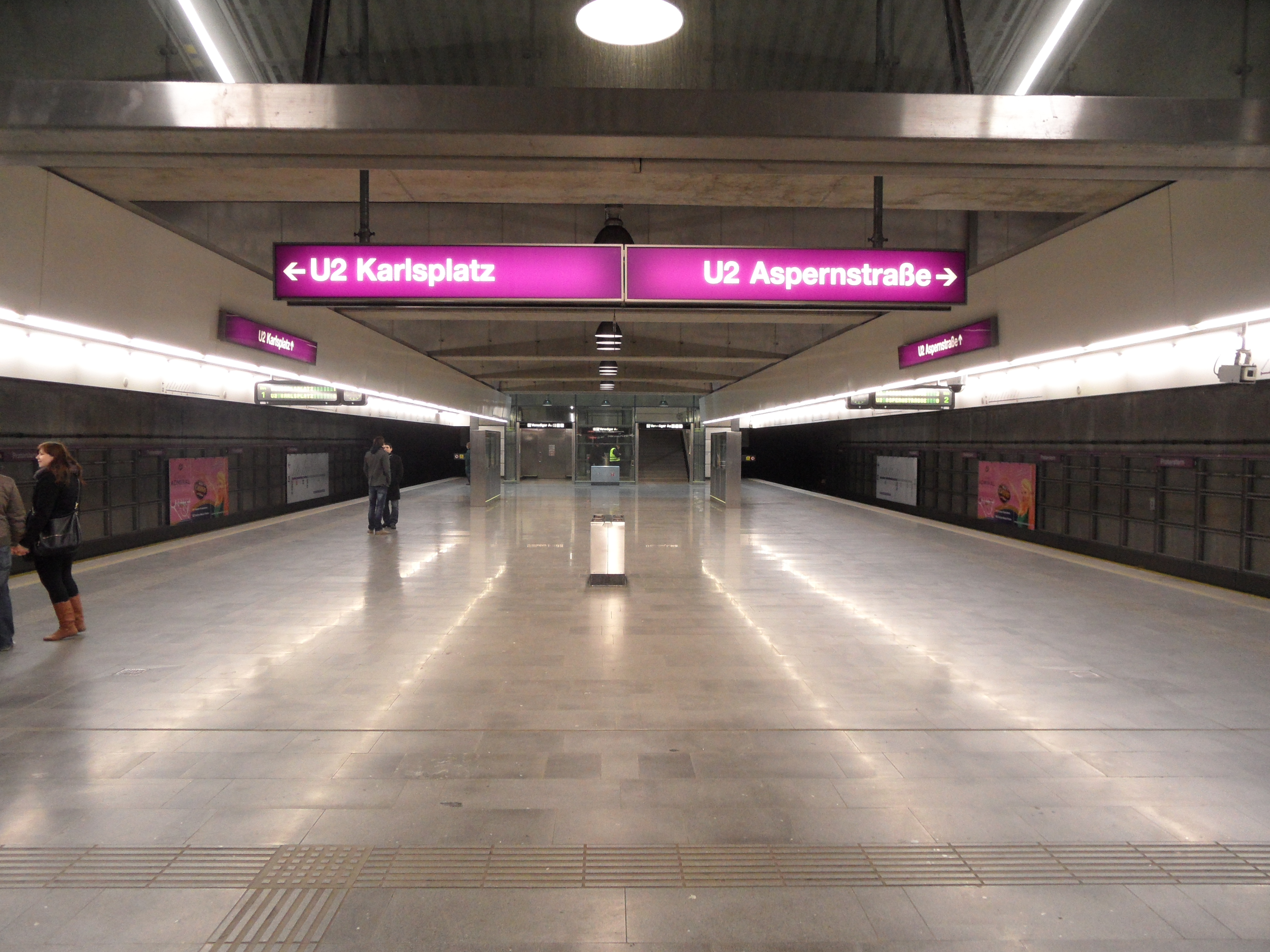
Платформи станції на лінії U2

48°13′08″ пн. ш. 16°23′31″ сх. д. / 48.219° пн. ш. 16.392° сх. д.
«Пратерштерн» (нім. Praterstern; у перекладі — Пратерська зірка) — пересадочна станція Віденського метрополітену, розміщена на лінії U1 між станціями «Нестрой-плац» та «Форгартен-штрасе» та на лінії U2 між станціями «Мессе-Пратер» і «Табор-штрасе». Є також пересадка на залізничний вокзал Відень-Пратерштерн. Відкрита 28 лютого 1981 року на лінії U1 та 10 травня 2008 року на лінії U2.
Розташована під однойменною площею в 2-му районі Відня (Леопольдштадт), поруч із однойменним вокзалом.